# Montgiscard
Montgiscard – miejscowość i gmina we Francji, w regionie Oksytania, w departamencie Górna Garonna.
Według danych na rok 1990 gminę zamieszkiwały 1792 osoby, a gęstość zaludnienia wynosiła 136 osób/km² (wśród 3020 gmin regionu Midi-Pireneje Montgiscard plasuje się na 202. miejscu pod względem liczby ludności, natomiast pod względem powierzchni na miejscu 876.).